# Celiprolol
Celiprololul este un medicament din clasa beta-blocantelor, fiind utilizat în tratamentul hipertensiunii arteriale. Acționează ca antagonist al receptorilor beta-1, dar ca agonist parțial al receptorilor beta-2, având și o acțiune antagonistă slabă asupra receptorilor alfa-2.
Molecula a fost patentată în 1973 și a fost aprobată pentru uz medical în anul 1982.
Este utilizat în sindromul Ehlers-Danlos.